# ベン・ザイトリン
ベン・ザイトリン（Benh Zeitlin, 1982年10月14日 - ）は、アメリカ合衆国の映画監督、作曲家、アニメーターである。

## 生い立ち
ニューヨーク市クイーンズ区で育つ。ウェズリアン大学を卒業した。両親はニューヨーク市で民俗学者ついて働いていた。父方はユダヤ系である。母はサウスカロライナ州ダーリントン出身である。

## キャリア
2004年、ウェズリアン大学のスカッシュ・コートにちなんで友人と共に映画会社「コート13」を立ち上げた。
2012年、初めての長編映画『ハッシュパピー 〜バスタブ島の少女〜』により第65回カンヌ国際映画祭でカメラ・ドールを獲得した。また、サンダンス映画祭ではドラマ部門審査員大賞を受賞した。

## フィルモグラフィ
- Glory at Sea（2008年）- 短編映画、監督
- ハッシュパピー 〜バスタブ島の少女〜 Beasts of the Southern Wild（2012年）- 監督・脚本
- ウェンディ Wendy（2020年）- 監督・脚本